# Хронологія поширення COVID-19 (грудень 2022)
Стаття описує поширення коронавірусу тяжкого гострого респіраторного синдрому-2, що спричинив спалах коронавірусної хвороби 2019, у грудні 2022 року. Уперше хвороба була зареєстрована в місті Ухань у КНР у грудні 2019 року.

## Хронологія пандемії

### 1 грудня
- Очікувалося, що четверта хвиля COVID-19 в Австралії досягне піку перед Різдвом.[1]
- Малайзія повідомила про 2375 нових випадків хвороби, загальна кількість випадків зросла до 4994543. Зареєстровано 2857 одужань, загальна кількість одужань зросла до 4933381. Повідомлено про 11 нових смертей, кількість померлих зросла до 36695.[2]
- У Сінгапурі повідомили про 1304 нові випадки хвороби, загальна кількість випадків зросла до 2169201.[3]
- Колишній президент США Білл Клінтон дав позитивний результат тесту на COVID-19.[4]
- Цього дня виповнилося 3 роки з моменту, коли в Ухані зареєстровано перші випадки пандемії.[5]

### 2 грудня
- Японія повідомила про 109928 нових випадків хвороби за добу, перевищивши поріг у 25 мільйонів випадків, загальна кількість випадків зросла до 25021295. Кількість померлих досягла 50 тисяч.[6]
- Малайзія повідомила про 2421 новий випадок хвороби, загальна кількість випадків зросла до 4996964. Зареєстровано 2826 одужань, загальна кількість одужань зросла до 4936207. Зареєстровано 9 смертей, кількість померлих зросла до 36704.[7]
- Сінгапур повідомив про 1297 нових випадків хвороби, загальна кількість випадків досягла 2170498. Повідомлено про 2 нові смерті, внаслідок чого кількість померлих зросла до 1705.[3]
- Тайвань повідомив про 14081 новий випадок хвороби, загальна кількість випадків зросла до 8343081. Повідомлено про 29 нових смертей, кількість померлих зросла до 14416.[8]

### 3 грудня
- Малайзія повідомила про 1866 нових випадків хвороби, внаслідок чого загальна кількість випадків досягла 4998830. Зареєстровано 2814 одужань, загальна кількість одужань зросла до 4939021. Зареєстровано 6 смертей, кількість померлих зросла до 36710.[9]
- У Сінгапурі повідомили про 1052 нові випадки хвороби, загальна кількість випадків зросла до 2171550.[3]

### 4 грудня
- У Франції перевищено поріг у 38 мільйонів випадків COVID-19.[10]
- Малайзія повідомила про 1502 нові випадки хвороби, кількість випадків перевищила 5 мільйонів, загальна кількість зросла до 5000332. Зареєстровано 2093 одужання, загальна кількість одужань зросла до 4941114. Зареєстровано 3 смерті, кількість померлих зросла до 36713 осіб.[11][12]
- Сінгапур повідомив про 846 нових випадків хвороби, внаслідок чого загальна кількість випадків досягла 2172396.[3]

### 5 грудня
- Малайзія повідомила про 1576 нових випадків хвороби, внаслідок чого загальна кількість випадків досягла 5001908. Зареєстровано 2278 одужань, загальна кількість одужань зросла до 4943392. Зареєстровано 3 смерті, кількість померлих зросла до 36716 осіб.[13]
- Нова Зеландія повідомила про 34528 нових випадків хвороби за попередній тиждень, загальна кількість випадків зросла до 1979614. Зареєстровано 27026 одужань, загальна кількість одужань зросла до 1942897. Зареєстровано 23 смерті, кількість померлих зросла до 2235.[14]
- Сінгапур повідомив про 776 нових випадків хвороби, внаслідок чого загальна кількість випадків досягла 2173172. Повідомлено про одну нову смерть, кількість померлих зросла до 1706.[3]
- Прем'єр-міністр Австралії Ентоні Албанізі вдруге отримав позитивний результат тесту на COVID-19.[15]
- За даними Університету Джонса Гопкінса, загальна кількість випадків хвороби у світі перевищила 650 мільйонів.[16]

### 6 грудня
- Малайзія повідомила про 1649 нових випадків хвороби, внаслідок чого загальна кількість випадків досягла 5003557. Зареєстровано 1675 нових одужань, загальна кількість одужань зросла до 4945067. Зареєстровано 16 смертей, кількість померлих зросла до 36732.[17]
- Сінгапур повідомив про 1817 нових випадків хвороби, загальна кількість випадків зросла до 2174989.[3]

### 7 грудня
Щотижневий звіт ВООЗ:
- У Малайзії повідомили про 1682 нові випадки хвороби, загальна кількість випадків зросла до 5005239. Зареєстровано 1428 одужань, загальна кількість одужань зросла до 4946495. Зареєстровано 6 смертей, кількість померлих зросла до 36738.[19]
- Сінгапур повідомив про 1349 нових випадків хвороби, внаслідок чого загальна кількість випадків досягла 2176338. Повідомлено про одну нову смерть, кількість померлих зросла до 1707.[3]

### 8 грудня
- Малайзія повідомила про 1616 нових випадків хвороби, внаслідок чого загальна кількість випадків досягла 506855. Зареєстрована 2145 одужань, загальна кількість одужань зросла до 494864. Зареєстровано 4 смерті, кількість померлих зросла до 36742.[20]
- У Сінгапурі повідомили про 1363 нові випадки хвороби, загальна кількість випадків зросла до 2177701.[21]
- У Сполучених Штатах Америки кількість випадків перевищила 101 мільйон.[22]

### 9 грудня
- Малайзія повідомила про 1597 нових випадків хвороби, загальна кількість випадків зросла до 5008452. Зареєстровано 2596 одужань, загальна кількість одужань зросла до 4951236. Зареєстровано 6 смертей, кількість померлих зросла до 36748.[23]
- У Сінгапурі повідомили про 1343 нових випадки хвороби, загальна кількість випадків зросла до 2179044.[21]

### 10 грудня
- Малайзія повідомила про 1315 нових випадків хвороби, загальна кількість випадків зросла до 5009767. Зареєстровано 2601 одужання, загальна кількість одужань зросла до 4953837. Зареєстровано 5 смертей, кількість померлих зросла до 36753.[24]
- У Сінгапурі повідомили про 1102 нові випадки хвороби, загальна кількість випадків зросла до 2180146.[21]

### 11 грудня
- Японія повідомила про 119174 нових випадків хвороби за добу, перевищивши поріг у 26 мільйонів випадків хвороби, загальна кількість випадків зросла до 26069823.[25]
- Малайзія повідомила про 867 нових випадків хвороби, загальна кількість випадків зросла до 5010634. Зареєстровано 1313 одужань, загальна кількість одужань зросла до 4955150. Зареєстровано 10 смертей, кількість померлих зросла до 36763.[26]
- У Сінгапурі повідомили про 902 нових випадки хвороби, загальна кількість випадків зросла до 2181048.[21]

### 12 грудня
- Малайзія повідомила про 809 нових випадків хвороби, загальна кількість випадків зросла до 5011443. Зареєстровано 1552 одужання, загальна кількість одужань зросла до 4956702. Зареєстровано 6 смертей, кількість померлих зросла до 36769.[27]
- У Монголії кількість випадків COVID-19 перевищила 1 мільйон.
- Нова Зеландія повідомила про 40098 нових випадків за минулий тиждень, і перевищила 2 мільйони випадків, кількість випадків зросла до 2019685. Зареєстровано 34491 одужання, загальна кількість одужань зросла до 1977388. Зареєстровано 22 смерті, кількість померлих зросла до 2257.[28]
- Сінгапур повідомив про 740 нових випадків хвороби, внаслідок чого загальна кількість випадків досягла 2181788.[21]

### 13 грудня
- Малайзія повідомила про 1040 нових випадків хвороби, загальна кількість випадків зросла до 5012483. Зареєстровано 1456 одужань, загальна кількість одужань зросла до 4958158. Зареєстровано 9 смертей, кількість померлих зросла до 36778.[29]
- Сінгапур повідомив про 1817 нових випадків хвороби, внаслідок чого загальна кількість випадків досягла 2183605. Повідомлено про одну нову смерть, кількість померлих зросла до 1708.[21]

### 14 грудня
Щотижневий звіт ВООЗ:
- Малайзія повідомила про 1241 новий випадок хвороби, загальна кількість випадків зросла до 5013724. Зареєстровано 1567 одужань, загальна кількість одужань зросла до 4959725. Зареєстровано 6 смертей, кількість померлих зросла до 36784.[31]
- Сінгапур повідомив про 1347 нових випадків хвороби, внаслідок чого загальна кількість випадків досягла 2184952.[21]

### 15 грудня
- Малайзія повідомила про 1161 новий випадок хвороби, загальна кількість випадків зросла до 5014885. Зареєстровано 1562 одужання, загальна кількість одужань зросла до 4961287. Зареєстровано 3 смерті, кількість померлих зросла до 36787.[32]
- У Сінгапурі повідомили про 1262 нові випадки хвороби, загальна кількість випадків зросла до 2186214. Повідомлено про одну нову смерть, кількість померлих зросла до 1709.[33]
- Південна Корея повідомила про 70154 нові випадки хвороби, загальна кількість випадків зросла до 27995726.[34]

### 16 грудня
- Малайзія повідомила про 1138 нових випадків хвороби, внаслідок чого загальна кількість випадків досягла 5016023. Зареєстровано 1420 одужань, загальна кількість одужань зросла до 4962707. Зареєстровано 8 смертей, кількість померлих зросла до 36795.[35]
- Сінгапур повідомив про 1245 нових випадків хвороби, внаслідок чого загальна кількість випадків досягла 2187459.[33]
- Південна Корея повідомила про 66953 нові випадки хвороби, перевищивши 28 мільйонів випадків загалом, загальна кількість випадків зросла до 28062679.[36]
- У мера Чикаго Лорі Лайтфут виявили COVID-19.[37]

### 17 грудня
- Малайзія повідомила про 993 нових випадки хвороби, загальна кількість випадків зросла до 5017016. Зареєстровано 1460 одужань, загальна кількість одужань зросла до 4964167. Зареєстровано 5 смертей, кількість померлих зросла до 36800.[38]
- У Сінгапурі повідомили про 1052 нові випадки хвороби, загальна кількість випадків зросла до 2188511.[33]
- Король Таїланду Вачхіралонгкон і королева Сутіда отримали позитивний результат тестування на COVID-19.[39]

### 18 грудня
- Японія повідомила про 136237 нових випадків за день, перевищивши показник у 27 мільйонів, загальна кількість випадків зросла до 27116473.[40]
- Малайзія повідомила про 847 нових випадків хвороби, загальна кількість випадків зросла до 5017863. Зареєстровано 1154 одужання, загальна кількість одужань зросла до 4965321. Зареєстровано 6 смертей, кількість померлих зросла до 36806.[41]
- Сінгапур повідомив про 838 нових випадків хвороби, загальна кількість випадків зросла до 2189349.[33]

### 19 грудня
- В Австралії кількість випадків COVID-19 перевищила 11 мільйонів.
- У Німеччині кількість випадків COVID-19 перевищила 37 мільйонів.[42]
- Малайзія повідомила про 721 новий випадок хвороби, загальна кількість випадків зросла до 5018584. Зареєстровано 914 одужань, загальна кількість одужань зросла до 4966235. Зареєстровано 2 смерті, кількість померлих зросла до 36808.[43]
- Нова Зеландія повідомила про 42740 нових випадків хвороби, загальна кількість випадків зросла до 2062384. Зареєстровано 40021 одужань, загальна кількість одужань зросла до 2017409. Зареєстровано 31 смерть, кількість померлих зросла до 2288.[44]
- Сінгапур повідомив про 708 нових випадків хвороби, внаслідок чого загальна кількість випадків досягла 2190057. Повідомлено про одну нову смерть, кількість померлих зросла до 1710.[33]
- У Сполучених Штатах Америки кількість випадків перевищила 102 мільйони.[42]

### 20 грудня
- Малайзія повідомила про 816 нових випадків хвороби, загальна кількість випадків зросла до 5019400. Зареєстровано 940 одужань, загальна кількість одужань зросла до 4967175. Зареєстровані 4 смерті, кількість померлих зросла до 36814.[45]
- Сінгапур повідомив про 1540 нових випадків хвороби, внаслідок чого загальна кількість випадків досягла 2191597.[33]
- Уругвай перевищив поріг в 1 мільйон випадків COVID-19.[46]

### 21 грудня
Щотижневий звіт ВООЗ:
- У Малайзії повідомили про 984 нові випадки хвороби, загальна кількість випадків зросла до 5020384. Зареєстровано 1534 одужання, загальна кількість одужань зросла до 4968709. Зареєстровано 7 смертей, кількість померлих зросла до 36821.[48]
- У Сінгапурі повідомили про 1093 нові випадки хвороби, загальна кількість випадків зросла до 2192690.[33]
- Залежна від Нової Зеландії територія Токелау повідомила про перші 5 випадків хвороби.[49]

### 22 грудня
- У Бразилії кількість випадків COVID-19 перевищила 36 мільйонів.
- У Франції кількість випадків COVID-19 перевищила 39 мільйонів.[50]
- Малайзія повідомила про 858 нових випадків хвороби, загальна кількість випадків зросла до 5021242. Зареєстровано 1119 одужань, загальна кількість одужань зросла до 4969828. Зареєстровано 3 смерті, кількість померлих зросла до 36824 осіб.[51]
- Сінгапур повідомив про 1200 нових випадків хвороби, загальна кількість випадків зросла до 2193890.[52]

### 23 грудня
- У Чилі кількість випадків COVID-19 перевищила 5 мільйонів.
- У Малайзії повідомили про 902 нових випадки хвороби, загальна кількість випадків зросла до 5022144. Зареєстровано 1104 одужання, загальна кількість одужань зросла до 4970932. Зареєстровано 6 смертей, кількість померлих зросла до 36830.[53]
- У Сінгапурі повідомили про 1073 нових випадки хвороби, загальна кількість випадків зросла до 2194963.[52]

### 24 грудня
- Італія перевищила поріг у 25 мільйонів випадків COVID-19.[54]
- Японія повідомила про 177622 нові випадки хвороби за добу, перевищивши показник у 28 мільйонів випадків, загальна кількість випадків зросла до 28116740.[55]
- Малайзія повідомила про 766 нових випадків хвороби, загальна кількість випадків зросла до 5022910. Зареєстровано 1026 одужань, загальна кількість одужань зросла до 4971955. Повідомлено про одну смерть, кількість померлих зросла до 36381.[56]
- Сінгапур повідомив про 1017 нових випадків хвороби, внаслідок чого загальна кількість випадків досягла 2195980.[52]

### 25 грудня
- Китайська провінція Чжецзян повідомляє про майже мільйон випадків хвороби на день, 13583 з яких госпіталізовані.[57]
- Малайзія повідомила про 609 нових випадків хвороби, загальна кількість випадків зросла до 5023519. Зареєстровано 737 одужань, загальна кількість одужань зросла до 4972691. Кількість померлих залишилася на рівні 36381.[58]
- У Сінгапурі повідомили про 710 нових випадків хвороби, загальна кількість випадків досягла 2196690.[52]

### 26 грудня
- Малайзія повідомила про 480 нових випадків хвороби, загальна кількість випадків зросла до 5023999. Зареєстровано 655 одужань, загальна кількість одужань зросла до 4973346. Зареєстровано 4 смерті, кількість померлих зросла до 36835.[59]
- Сінгапур повідомив про 394 нові випадки хвороби, загальна кількість випадків зросла до 2197084. Повідомлено про одну нову смерть, внаслідок чого кількість померлих зросла до 1711.[52]

### 27 грудня
- У Малайзії повідомили про 423 нові випадки хвороби, загальна кількість випадків зросла до 5024422. Зареєстровано 834 одужання, загальна кількість одужань зросла до 4974180. Зареєстровано 6 смертей, кількість померлих зросла до 36841.[60]
- Сінгапур повідомив про 606 нових випадків хвороби, внаслідок чого загальна кількість випадків досягла 2197690.[52]
- Південнокорейська реперка Сойон з групи (G)I-DLE отримала позитивний результат тесту на COVID-19, і припинила виступи у складі групи.[61]

### 28 грудня
- Малайзія повідомила про 480 нових випадків хвороби, загальна кількість випадків зросла до 5024902. Зареєстровано 957 одужань, загальна кількість одужань зросла до 4975137. Зареєстровано 4 смерті, кількість померлих зросла до 36845.[62]
- Нова Зеландія повідомила про 32010 нових випадків хвороби за останні півтора тижні, загальна кількість випадків зросла до 2094354. Зареєстровано 42664 одужання, загальна кількість одужань зросла до 2060073. Зареєстровано 43 смерті, кількість померлих зросла до 2331.[63]
- Сінгапур повідомив про 1547 нових випадків хвороби, внаслідок чого загальна кількість випадків досягла 2199237.[52]

### 29 грудня
- Малайзія повідомила про 679 нових випадків хвороби, загальна кількість випадків зросла до 5025581. Повідомлено про 923 одужання, загальна кількість одужань зросла до 4976060. Зареєстровано 6 смертей, кількість померлих зросла до 36851.[64]
- Сінгапур повідомив про 1116 нових випадків хвороби, внаслідок чого загальна кількість випадків досягла 2200353.[65]

### 30 грудня
- Японія повідомила про 148784 нових випадків хвороби за добу, перевищивши показник у 29 мільйонів випадків хвороби, загальна кількість випадків зросла до 29105070.[66]
- У Малайзії повідомили про 583 нові випадки хвороби, загальна кількість випадків зросла до 5026164. Зареєстровано 930 одужань, загальна кількість одужань зросла до 4976990. Повідомлено про одну смерть, кількість померлих зросла до 36852.[67]
- Сінгапур повідомив про 1026 нових випадків хвороби, загальна кількість випадків зросла до 2201379.[65]

### 31 грудня
- Малайзія повідомила про 513 нових випадків хвороби, загальна кількість випадків зросла до 5026677. Зареєстровано 833 одужання, загальна кількість одужань зросла до 4977822. Повідомлено про одну смерть, кількість померлих зросла до 36853 осіб.[68]
- Сінгапур повідомив про 835 нових випадків хвороби, внаслідок чого загальна кількість випадків досягла 2202214.[65]
- Південна Корея повідомила про 62926 нових випадків хвороби, перевищивши показник у 29 мільйонів випадків, загальна кількість випадків зросла до 29059273.
- ВООЗ виявила новий субваріант Омікрон під назвою XBB.1.5, який на той час перебував під спостереженням. Вчені попереджали, що цей підваріант дуже стійкий до деяких бустерних вакцин.[69]

## Резюме
Країни та території, які підтвердили перші випадки захворювання протягом грудня 2022 року:
| Дата           | Країна або територія |
| -------------- | -------------------- |
| 21 грудня 2022 | Токелау              |

Станом на кінець грудня лише такі країни та території не повідомляли про випадки зараження SARS-CoV-2:
Азія
- Туркменістан

Антарктика
- Британська Антарктична Територія
- Острів Петра I

Заморські території
- Острів Буве
- Острови Герд і Макдональд
- Острови Принс-Едуард
- Південна Джорджія та Південні Сандвічеві Острови